# Ersin Doğer
Ersin Doğer (* 1951 in Izmir) ist ein türkischer Klassischer Archäologe.

## Leben
Ersin Doğer studierte von 1969 bis 1973 an der Abteilung für Frühgeschichte und vorderasiatische Archäologie der Universität Ankara. 1979 wurde er Assistent am Archäologischen Museum in Izmir, 1981 Assistent an der Ege Üniversitesi in Izmir. Dort erwarb er 1982 seinen Master und wurde 1988 promoviert. 1989 wurde er dort Hilfsdozent, 1991 Dozent und 1997 Professor. 2017 trat er in den Ruhestand.
Während seiner Studienzeit arbeitete er bei Grabungen am Keban-Staudammprojekt (1970 Haraba) und in Kültepe (1973) und nach seinem Abschluss beim Bau der Karakaya-Talsperre (1982 Kaleköy), in Kyme, Klazomenai, Daskyleion, in der Amphoren-Werkstatt von Datça/Reşadiye und in Kadıkalesi. 1995 bis 1998 leitete die Grabung einer Werkstatt rhodischer Amphoren in Hisarönü bei Marmaris (antik Bybassos). Von 2004 bis 2016 leitete er die Ausgrabungen von Aigai in der Aiolis.
Seit 2010 ist er korrespondierendes Mitglied des Deutschen Archäologischen Instituts.